# Gabriela Román
Gabriela Román (San Juan, 23 giugno 1991) è una pallavolista portoricana.
Gioca nel ruolo di opposto nelle Changas de Naranjito.

## Carriera

### Club
La carriera di Gabriela Román inizia nei tornei scolastici portoricani, giocando per quattro anni con la Saint Francis School di Carolina, prima di trasferirsi per motivi di studio negli Stati Uniti d'America, dove gioca a livello universitario nella NCAA Division I, vestendo la maglia della Jacksonville dal 2012 al 2014 e poi quella della Evansville nel 2015.
Conclusa la carriera universitaria, torna a Porto Rico, iniziando nella stagione 2017 la carriera professionistica nella Liga de Voleibol Superior Femenino con le Changas de Naranjito. Nel campionato 2017-18 si trasferisce in Francia, ingaggiata dalla formazione dell'Halluin, impegnato in Élite. 
Per la Liga de Voleibol Superior Femenino 2019 fa ritorno alle Changas de Naranjito.